# Radar (czasopismo)
Radar – miesięcznik, następnie tygodnik społeczno-kulturalny wydawany w latach 1950–1987 najpierw przez RSW „Prasa”, a potem RSW Prasa-Książka-Ruch.
W piśmie pracowali i publikowali m.in. Andrzej Dobrzański (redaktor naczelny od 1971), Jerzy Klechta (od 1975 zastępca, następnie redaktor naczelny do 1987), Zbigniew Chomicz, Piotr Adamczewski, Jonasz Kofta, Daniela Lewandowska, Piotr Sarzyński, Zdzisław Pietrasik, Krzysztof Pysiak, Marek Pieczara, Zbigniew Zbikowski, Marek Miller, Elżbieta Dzikowska, Maria Mamczur, Stefan Marody, Anna Bilska, Anna Hadrysiewicz, Adam Kowalski, Agnieszka Sadlakowska, Elżbieta Wężyk, Andrzej Kołodziejski.
Z pismem współpracował Jerzy Górzański. 
W latach 1966–1968 Andrzej Kijowski publikował na łamach „Radaru”  szkice nt. literatury romantycznej, które zostały przez autora zebrane i ukazały się  w roku 1972 nakładem  PIW-u pt. „Listopadowy Wieczór” oraz portrety literackie przedrukowane po raz pierwszy w roku 2020 w antologii Dzieje literatury pozbawionej sankcji.